# اشتباه (فیلم ۲۰۰۱)
اشتباه (به هندی: Kasoor) یا قصور فیلمی محصول سال ۲۰۰۱ و به کارگردانی ویکرام بات است. در این فیلم بازیگرانی همچون آفتاب شیودسانی، لیسا ری، عرفان خان، دیویا دوتا، آپوروا آگنیهوتری، اشوتوش رانا ایفای نقش کرده‌اند.